# アレクサンドル・ヴォロージン（言語学者）
1. 転送 アレクサンドル・ヴォロージン